# The Irrational
The Irrational es una serie de television dramática estadounidense creada por Arika Mittman. La serie está protagonizada por Jesse L. Martin y estrenó el 25 de septiembre de 2023 por NBC. Está basada en el libro de 2008 Predictably Irrational: The Hidden Forces That Shape Our Decisions, de Dan Ariely. En noviembre de 2023, la serie fue renovada para una segunda temporada que se estrenó el 8 de octubre de 2024. En mayo de 2025, la serie fue cancelada tras dos temporadas.

## Premisa
La serie gira en torno a Alec Mercer (Jesse L. Martin), un profesor de psicología del comportamiento de renombre mundial con una visión única de la naturaleza humana. Mercer aporta su experiencia a una variedad de casos de alto riesgo que involucran gobiernos, empresas y fuerzas del orden. Sin embargo, encuentra su rival en una mujer sospechosa de terrorismo doméstico que pone su mundo patas arriba.

## Reparto

### Principales
- Jesse L. Martin como el profesor Alec Mercer, un experto de renombre mundial en ciencias del comportamiento.
- Maahra Hill como Marisa, una agente del FBI
- Arash DeMaxi como Rizwan, un estudiante de posgrado de psicología
- Molly Kunz como Phoebe
- Travina Springer como Kylie, la hermana menor de Alec

### Recurrentes
- Brian King como el agente Jace Richards
- Karen David como Rose Dinshaw

## Episodios
| Temporada | Temporada | Episodios | Episodios | Emisión original         | Emisión original      |
| Temporada | Temporada | Episodios | Episodios | Primera emisión          | Última emisión        |
| --------- | --------- | --------- | --------- | ------------------------ | --------------------- |
|           | 1         | 11        | 11        | 25 de septiembre de 2023 | 19 de febrero de 2024 |
|           | 2         | 18        | 18        | 8 de octubre de 2024     | 25 de marzo de 2025   |

### Primera temporada (2023–24)
| N.º en serie | N.º en temp. | Título               | Dirigido por     | Escrito por                                                     | Fecha de emisión original | Audiencia (millones) |
| ------------ | ------------ | -------------------- | ---------------- | --------------------------------------------------------------- | ------------------------- | -------------------- |
| 1            | 1            | «Pilot»              | David Frankel    | Arika Lisanne Mittman                                           | 25 de septiembre de 2023  | 3.81                 |
| 2            | 2            | «Dead Woman Walking» | Jesse Warn       | Arika Lisanne Mittman                                           | 2 de octubre de 2023      | 3.98                 |
| 3            | 3            | «The Barnum Effect»  | John Terlesky    | Mark Goffman                                                    | 9 de octubre de 2023      | 3.94                 |
| 4            | 4            | «Zero Sum»           | Janice Cooke     | Robert Hewitt Wolfe                                             | 16 de octubre de 2023     | 3.50                 |
| 5            | 5            | «Lucky Charms»       | Amanda Tapping   | Lydia Teffera                                                   | 23 de octubre de 2023     | 3.73                 |
| 6            | 6            | «Point and Shoot»    | Ernest Dickerson | Guion de: Kirk Moore Historia de: Kirk Moore y Jordan Rosenberg | 30 de octubre de 2023     | 3.54                 |
| 7            | 7            | «The Real Deal»      | Jesse Warn       | Mira Z. Barnum                                                  | 6 de noviembre de 2023    | 3.74                 |
| 8            | 8            | «Scorched Earth»     | Maja Vrvilo      | Jordan Rosenberg                                                | 29 de enero de 2024       | 3.13                 |
| 9            | 9            | «Cheating Life»      | Carl Seaton      | Jordan Rosenberg y Mira Z. Barnum                               | 5 de febrero de 2024      | 3.15                 |
| 10           | 10           | «Bombshell»          | Jesse Warn       | Mark Goffman y Robert H. Wolfe                                  | 12 de febrero de 2024     | 2.58                 |
| 11           | 11           | «Reciprocity»        | Ernest Dickerson | Arika Lisanne Mittman                                           | 19 de febrero de 2024     | 2.42                 |

### Segunda temporada (2024–25)
| N.º en serie | N.º en temp. | Título                    | Dirigido por        | Escrito por                                        | Fecha de emisión original | Audiencia (millones) |
| ------------ | ------------ | ------------------------- | ------------------- | -------------------------------------------------- | ------------------------- | -------------------- |
| 12           | 1            | «Collateral Damage»       | John Terlesky       | Arika Lisanne Mittman                              | 8 de octubre de 2024      | 3.09                 |
| 13           | 2            | «A Kick in the Teeth»     | Ernest Dickerson    | Lydia Teffera                                      | 15 de octubre de 2024     | 2.63                 |
| 14           | 3            | «Bad Blood»               | Jeff W. Byrd        | Mark Goffman, Robert Hewitt Wolfe y Jojo S. Wright | 22 de octubre de 2024     | 2.41                 |
| 15           | 4            | «Formal Ties»             | Jesse Warn          | Katie Wech                                         | 29 de octubre de 2024     | 2.29                 |
| 16           | 5            | «Anatomy of a Fall»       | Darnell Martin      | Mira Z. Barnum                                     | 12 de noviembre de 2024   | 2.19                 |
| 17           | 6            | «The Wrong Side of Maybe» | Holly Dale          | Jordan Rosenberg                                   | 26 de noviembre de 2024   | 2.41                 |
| 18           | 7            | «Stan by Me»              | Sarah Wayne Callies | Kirk Moore                                         | 3 de diciembre de 2024    | 2.39                 |
| 19           | 8            | «Lost Souls»              | John Showalter      | Robert Hewitt Wolfe                                | 7 de enero de 2025        | 2.16                 |
| 20           | 9            | «Another Man's Treasure»  | Doug Aarniokoski    | Tommar Wilson                                      | 14 de enero de 2025       | 2.09                 |
| 21           | 10           | «Now You Don't»           | Jesse Warn          | Aadrita Mukerji                                    | 21 de enero de 2025       | 1.90                 |
| 22           | 11           | «Ghost Ship»              | Jesse Warn          | Kirk Moore y Lydia Teffera                         | 28 de enero de 2025       | 1.64                 |
| 23           | 12           | «Straight From the Heart» | Rebecca Moline      | Jojo S. Wright                                     | 4 de febrero de 2025      | 1.67                 |
| 24           | 13           | «Murder She Rode»         | Jon Huertas         | Lydia Teffera y Katie Wech                         | 11 de febrero de 2025     | 1.81                 |
| 25           | 14           | «The Milgram Experiment»  | Jesse Warn          | Kirk Moore y Mira Z. Barnum                        | 18 de febrero de 2025     | 1.78                 |
| 26           | 15           | «Conversation Games»      | Cherie Nowlan       | Robert Hewitt Wolfe y Jordan Rosenberg             | 25 de febrero de 2025     | 1.65                 |
| 27           | 16           | «The Overview Effect»     | Anna Mastro         | Mark Goffman                                       | 11 de marzo de 2025       | 1.60                 |
| 28           | 17           | «Suddenly Alec»           | Ernest Dickerson    | Aadrita Mukerji y Tommar Wilson                    | 18 de marzo de 2025       | 1.67                 |
| 29           | 18           | «The Exchange»            | Dawn Wilkinson      | Arika Lisanne Mittman                              | 25 de marzo de 2025       | 2.26                 |

## Producción

### Desarrollo
En noviembre de 2021, se anunció que NBC había dado un piloto de ventas a The Irrational creado por Arika Mittman, inspirado en el libro de 2008 Predictably Irrational de Dan Ariely. En febrero de 2022, la serie recibió una orden de piloto. En abril de 2022, se anunció que Jesse L. Martin interpretaría al personaje principal de la serie, Alec Becker, y que también produciría el piloto. También se anunció que la serie sería escrita por Arika Mittman con Dan Ariely como consultor. En septiembre de 2022, NBC encargó la producción un par de guiones de respaldo para acompañar el bien recibido piloto. En octubre de 2022, NBC amplió a diciembre las opciones sobre el reparto que expiraban en octubre. En diciembre de 2022, se anunció que NBC había ordenado la serie. David Frankel fue anunciado como director, y también ejercerá de productor ejecutivo junto con Mittman, Mark Goffman y Samuel Baum. El 29 de noviembre de 2023, NBC renovó la serie para una segunda temporada. El 9 de mayo de 2025, NBC canceló la serie tras dos temporadas.

### Casting
En mayo de 2022, se anunció que Maahra Hill se uniría al reparto en un papel principal junto a Jesse L. Martin. En junio de 2022, Travina Springer, Molly Kunz y Arash DeMaxi se unieron al reparto. En junio de 2023, Brian King se unió al reparto en un papel recurrente.

### Rodaje
El rodaje del piloto tuvo lugar entre finales de mayo y principios de junio de 2022 en Vancouver.

## Lanzamiento
The Irrational se estrenó el 25 de septiembre de 2023 por NBC. La segunda temporada se estrenó el 8 de octubre de 2024.

## Recepción

### Respuesta crítica
En Rotten Tomatoes la serie tiene un índice de aprobación del 25%, basado en 12 reseñas, con una calificación promedio de 4.5/10. En Metacritic, tiene puntaje promedio ponderado de 55 sobre 100, basada en 14 reseñas, lo que indica «reseñas mixtas o medias».

### Audiencia
| Temporada | Horario (ET)       | Episodios | Primera emisión          | Primera emisión      | Última emisión        | Última emisión       | Prom. de espectadores (millones) |
| Temporada | Horario (ET)       | Episodios | Fecha                    | Audiencia (millones) | Fecha                 | Audiencia (millones) | Prom. de espectadores (millones) |
| --------- | ------------------ | --------- | ------------------------ | -------------------- | --------------------- | -------------------- | -------------------------------- |
| 1         | lunes 10:00 p. m.  | 11        | 25 de septiembre de 2023 | 3.81                 | 19 de febrero de 2024 | 2.42                 | 5.94                             |
| 2         | martes 10:00 p. m. | 18        | 8 de octubre de 2024     | 3.09                 | 25 de marzo de 2025   | 2.26                 | —                                |